# Шуанинское сельское поселение (Гудермесский район)
Шуанинское се́льское поселе́ние — муниципальное образование в Гудермесском районе Чечни Российской Федерации.
Административный центр — село Шуани.

## История
Статус и границы сельского поселения установлены Законом Чеченской Республики от 27 февраля 2009 года № 19-р «Об образовании муниципального образования Гудермесский район и муниципальных образований, входящих в его состав, установлении их границ и наделении их соответствующим статусом муниципального района, городского и сельского поселения».

## Население
| 2010  | 2012  | 2013  | 2014  | 2015  | 2016  | 2017  |
| ----- | ----- | ----- | ----- | ----- | ----- | ----- |
| 2351  | ↗2445 | ↗2499 | ↗2534 | ↗2581 | ↗2592 | ↗2655 |
| 2018  | 2019  | 2020  | 2021  | 2023  | 2024  |       |
| ↗2703 | ↗2748 | ↗2788 | ↗3531 | ↗3628 | ↗3684 |       |

## Состав сельского поселения
| № | Населённый пункт | Тип населённого пункта       | Население |
| - | ---------------- | ---------------------------- | --------- |
| 1 | Шуани            | село, административный центр | ↗3684     |